# 14 On Fire Tour
14 On Fire Tour bylo koncertní turné britské rockové skupiny The Rolling Stones, které sloužilo jako pokračování turné 50 & Counting Tour. Turné začalo koncertem ve Spojených arabských emirátech v Abú Zabí a skončilo v novozélandském Aucklandu.

## Setlist
Toto je nejčastější hraný seznam skladeb.
Autory všech skladeb jsou Jagger/Richads pokud není uvedeno jinak.
1. "Start Me Up"
2. "It's Only Rock 'n' Roll (But I Like It)"
3. "You Got Me Rocking"
4. "Tumbling Dice"
5. "Emotional Rescue"
6. "Angie"
7. "Doom and Gloom"
8. "Paint It Black"
9. "Honky Tonk Women"
10. "Slipping Away"
11. "Before They Make Me Run"
12. "Midnight Rambler"
13. "Miss You"
14. "Gimme Shelter"
15. "Jumpin' Jack Flash"
16. "Sympathy for the Devil"
17. "Brown Sugar"

Přídavek:
18. "You Can't Always Get What You Want"
19. "(I Can't Get No) Satisfaction"

## Sestava
The Rolling Stones
- Mick Jagger – (zpěv, kytara, harmonika)
- Keith Richards – (kytara, zpěv)
- Ronnie Wood – (kytara)
- Charlie Watts – (bicí)

Speciální host
- Mick Taylor – (kytara)

Doprovodní členové
- Lisa Fischer – (doprovodné vokály, zpěv)
- Bernard Fowler – (doprovodné vokály)
- Chuck Leavell – (klávesy, doprovodné vokály)
- Darryl Jones – (baskytara, doprovodné vokály)
- Bobby Keys – (saxofon)
- Karl Denson – (saxofon)
- Tim Ries – (saxofon, klávesy)
- Matt Clifford – (lesní roh, klávesy)

## Turné v datech
| Datum              | Město         | Stát                    | Místo                         | Předskokan/Předkapela      | Prodej vstupenek/K dispozici | Výdělek      |
| Asie               | Asie          | Asie                    | Asie                          | Asie                       | Asie                         | Asie         |
| ------------------ | ------------- | ----------------------- | ----------------------------- | -------------------------- | ---------------------------- | ------------ |
| 21. února 2014     | Abu Zabí      | Spojené arabské emiráty | du Arena                      | 30,246 / 30,246            | $6,496,663                   |              |
| 26. února 2014     | Tokio         | Japonsko                | Tokyo Dome                    | 147,493 / 147,493          | $27,946,751                  |              |
| 4. března 2014     | Tokio         | Japonsko                | Tokyo Dome                    | 147,493 / 147,493          | $27,946,751                  |              |
| 6. března 2014     | Tokio         | Japonsko                | Tokyo Dome                    | 147,493 / 147,493          | $27,946,751                  |              |
| 9. března 2014     | Macao         | Macao                   | CotaiArena                    | 10,000 / 10,000            | $3,079,875                   |              |
| 12. března 2014    | Šanghaj       | Čína                    | Mercedes-Benz Arena           | 10,751 / 10,751            | $1,923,580                   |              |
| 15. března 2014    | Singapur      | Singapur                | Marina Bay Sands              | 5,554 / 5,554              | $2,168,532                   |              |
| Evropa             |               |                         |                               |                            |                              |              |
| 26. května 2014    | Oslo          | Norsko                  | Telenor Arena                 | BigBang                    | 22,405 / 22,405              | $5,177,648   |
| 29. května 2014    | Lisabon       | Portugalsko             | Parque da Bela Vista          | —                          | —                            |              |
| 1. června 2014     | Curych        | Švýcarsko               | Letzigrund                    | The Temperance Movement    | 48,622 / 48,622              | $10,755,976  |
| Asie               |               |                         |                               |                            |                              |              |
| 4. června 2014     | Tel Aviv      | Izrael                  | Hayarkon Park                 | Rami Fortis                | 48,167 / 48,167              | $8,276,709   |
| Evropa             |               |                         |                               |                            |                              |              |
| 7. června 2014     | Landgraaf     | Nizozemsko              | Megaland                      | —                          | —                            |              |
| 10. června 2014    | Berlín        | Německo                 | Waldbühne                     | The Temperance Movement    | 21,258 / 21,258              | $4,956,893   |
| 13. června 2014    | Paříž         | Francie                 | Stade de France               | The Struts                 | 76,495 / 76,495              | $10,042,426  |
| 16. června 2014    | Vídeň         | Rakousko                | Ernst-Happel-Stadion          | The Temperance Movement    | 57,708 / 57,708              | $9,333,996   |
| 19. června 2014    | Düsseldorf    | Německo                 | Esprit Arena                  | The Temperance Movement    | 44,224 / 44,224              | $8,232,572   |
| 22. června 2014    | Řím           | Itálie                  | Circus Maximus                | John Mayer                 | 71,527 / 71,527              | $7,729,186   |
| 25. června 2014    | Madrid        | Španělsko               | Estadio Santiago Bernabéu     | Leiva                      | 57,416 / 57,416              | $8,350,682   |
| 28. červen 2014    | Werchter      | Belgie                  | Werchter Festival Grounds     | —                          | —                            |              |
| 1. července 2014   | Stockholm     | Švédsko                 | Tele2 Arena                   | BigBang Amanda Jenssen     | 37,009 / 37,009              | $5,383,992   |
| 3. července 2014   | Roskilde      | Dánsko                  | Festivalpladsen               | —                          | —                            |              |
| Oceánie            |               |                         |                               |                            |                              |              |
| 25. října 2014     | Adelaide      | Austrálie               | Adelaide Oval                 | Jimmy Barnes               | 54,115 / 54,115              | $8,906,058   |
| 29. října 2014     | Perth         | Austrálie               | Perth Arena                   | 26,923 / 26,923            | $9,808,596                   |              |
| 1. listopadu 2020  | Perth         | Austrálie               | Perth Arena                   | 26,923 / 26,923            | $9,808,596                   |              |
| 5. listopadu 2014  | Melbourne     | Austrálie               | Rod Laver Arena               | 12,262 / 12,262            | $4,878,329                   |              |
| 12. listopadu 2014 | Sydney        | Austrálie               | Allphones Arena               | 14,255 / 14,255            | $5,557,366                   |              |
| 15. listopadu 2014 | Hunter Valley | Austrálie               | Hope Estate                   | British IndiaThe Preatures | 20,297 / 20,297              | $5,116,399   |
| 18. listopadu 2014 | Brisbane      | Austrálie               | Brisbane Entertainment Centre | 10,085 / 10,085            | $3,821,453                   |              |
| 22. listopadu 2014 | Auckland      | Nový Zéland             | Mount Smart Stadium           | Hunters & Collectors       | 37,293 / 37,293              | $7,250,881   |
| Celkem             | Celkem        | Celkem                  | Celkem                        | Celkem                     | 858,551 /1,159,882           | $165,194,563 |